# Maserati Ghibli II
Pour les articles homonymes, voir Maserati Ghibli.

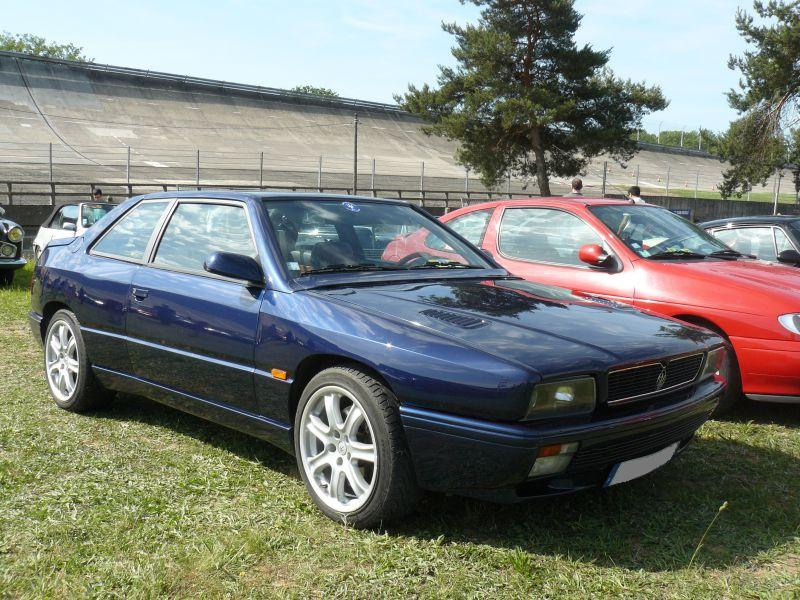
Maserati Ghibli II.

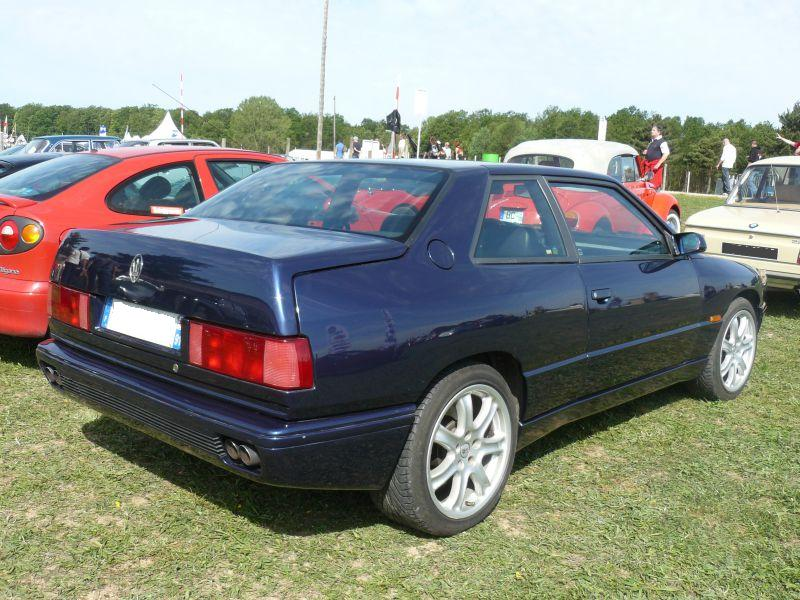
Maserati Ghibli II.

La Maserati Ghibli II est une automobile du constructeur italien Maserati produit entre 1992 et 1997. Elle a été construite à 2 303 exemplaires.

## Historique
Elle a pris la succession des Maserati Biturbo coupé. Disponible en motorisation 2 000 cm3 et 2 800 cm3, la Ghibli II a été livrée en plusieurs versions.
Une version spéciale destinée à des courses monotype organisées par la marque a donné lieu a une série spéciale, Ghibli 2.0 Open Cup, destinée aux courses sur circuits (1995, moteur 2,0 litres, produite à 23 ex.).
Cette version de course était « accompagnée » d'une version civilisée la Ghibli 2.0 Cup, moteur 2 litres, produite à 60 ex.
La plus prestigieuse a été la série limitée Ghibli 2.0 Primatist, moteur 2,0 litres aussi. Cette petite série de 34 voitures a été fabriquées pour commémorer le record de vitesse sur l'eau à 210 km/h, établi avec un moteur Maserati (Bruno Abbate, 4 nov. 1996).
Une berline sera dérivée de la Ghibli : la Maserati Quattroporte IV.

## Mécanique
La Ghibli II était disponible en 2 motorisations, un 2,0 litres et un 2,8 litres.
Pour le 2 litres, la plupart des éléments du moteur proviennent de la Maserati Racing. Ils ont permis de réaliser la version la plus aboutie de ce moteur, l'AM496. Les réglages des boîtiers électroniques de commandes du moteur, injection, pression de suralimentation et allumage permettaient de faire varier la puissance de 300 à 360 ch pour le 2,0 litres. Ce moteur servira de base au moteur de la Cup (référencé AM577, ultime évolution du 2,0 litres), et sera repris, avec des réglages favorisant le couple à moyen régime, dans la Quattroporte IV (AM573, 285 ch). Les AM577 de la Cup étaient équipés d'une cartographie retouchée et de turbos différents (sur roulements à billes).
Si le 2,8 litres (AM574) ne délivrait que 287 ch, ce dernier proposait à l'inverse un couple plus élevé à plus bas régime (2,0 L : 37 m kg à 6 250 tr/min, 2,8 L : 41 m kg à 3 750 tr/min). Quelques Ghibli Cup sont sorties en 2,8 litres (pour le marché japonais principalement), mais le moteur était inchangé (à part une reprogrammation qui fait progresser la puissance de 287 ch à 305 ch). Ce 2,8 litres a été reconduit dans la Quattroporte IV 2.8.
La boîte de vitesses était un boîte Getrag 6 vitesses sur la plupart des versions (seules les 2,8 litres jusqu'en 1995 proposent une boîte 5 à première inversée). Le 2,8 litres était aussi proposé avec une boîte automatique 4 vitesses.
Le pont est resté identique à celui des Biturbos 430 et 222 4v (un différentiel Ranger à autobloquant taré à 100 %), jusqu'en 1995. Il a été remplacé, pour la version GT, alors que Maserati est repassé sous contrôle du groupe Fiat, pour reprendre un pont utilisé dans d'autres voitures du groupe (par exemple la Ferrari 456). Tout le train arrière de la Quattroporte IV a été en fait réutilisé pour la Ghibli GT. Le pont, alors taré à 40 %, chauffe beaucoup moins que le Ranger : il peut alors se passer du radiateur de son prédécesseur.

## Carrosserie
La Ghibli II a été dessinée par Marcello Gandini, un an après la Maserati Shamal dont elle proposait une ligne radoucie. Par conséquent elle reprenait les éléments de la dernière génération des 2.24V et Racing. Le train arrière, élargi par de nouvelles roues de 16 pouces (jusqu'en 1995) puis 17 pouces en diamètre pour 8 pouces de largeur à l'avant et 9 pouces à l'arrière permettant de monter des pneus de la série 215 à l'avant pour 245 à l'arrière. Pour accommoder ces trains plus larges, la forme des ailes avant et arrière ainsi que celle du bouclier arrière ont été revues.
Le système de freinage a été renforcé, jusqu'à intégrer sur certains modèle un dispositif ABS.
À l'avant de nouveaux phares contribuent à redéfinir la nouvelle calandre.

## Version Open Cup
La Maserati Ghibli II Open Cup est la version la plus évoluée de la Ghibli II. Avec le même moteur de  2 000 cm3 que le reste de la série, de nouveaux réglages des boitiers de commande du moteur permettent à l'Open Cup des performances remarquables. La caisse renforcée, les suspensions renforcées, des roues sur-dimensionnées et des freins racing en font une bête de circuit.
Maserati organisa avec cette voiture des compétitions monotype principalement en Italie en 1995 faisant suite aux compétitions monotype Barchetta disputées en 1992 et 1993.
Une version homologuée, baptisée « Cup », a été commercialisée à 57 exemplaires. Hormis le moteur porté à 330 ch avec des turbos à roulements déjà présents sur la Open Cup, elle propose un châssis rabaissé et des freins plus endurants. Ces freins, d'origine Brembo, sont siglés de l'équipementier ou de la marque « Maserati ».